# Eleonora Akvitanska
Eleonora (ok. 1122 – 1. april 1204; francosko Aliénor d'Aquitaine, izgovorjeno [aljenɔʁ dakitɛn]) je bila francoska kraljica od 1137 do 1152 kot žena kralja Ludvika VII., angleška kraljica od 1154 do 1189 kot žena kralja Henrika II. in vojvodinja Akvitanska od leta 1137 do svoje smrti leta 1204. Kot dedinja rodbine Poitiers, ki je nadzorovala večji del jugozahodne Francije, je bila ena najbogatejših in najmočnejših žensk v zahodni Evropi v visokem srednjem veku. Bila je pokroviteljica pesnikov, kot so Wace, Benoît de Sainte-Maure in Bernart de Ventadorn. Bila je ključna vodilna oseba v neuspešni drugi križarski vojni.
Eleonora je bila hči Viljema X., akvitanskega vojvode in Aénor de Châtellerault. Po očetovi smrti aprila 1137 je postala vojvodinja, tri mesece pozneje pa se je poročila z Ludvikom, sinom svojega skrbnika francoskega kralja Ludvika VI. Nekaj tednov kasneje je Eleonorin tast umrl in njen mož ga je nasledil kot kralj Ludvik VII. Francoski. Eleonora in Ludvik VII. sta imela dve hčerki, Marie in Alix. Kot francoska kraljica je Eleonora sodelovala v neuspešni drugi križarski vojni. Kmalu zatem je zahtevala razveljavitev zakonske zveze, vendar je njeno prošnjo zavrnil papež Evgen III.. Sčasoma se je Ludvik strinjal z razveljavitvijo, saj petnajst let zakona ni rodilo sina. Poroka je bila razveljavljena 21. marca 1152 zaradi sorodstva v četrtem kolenu. Njune hčere so bile razglašene za zakonite, skrbništvo je bilo dodeljeno Ludviku in Eleonorino ozemlje ji je bilo povrnjeno.
Takoj ko je bila razveljavljena, se je Eleonora zaročila s svojim tretjim bratrancem Henrikom, vojvodo Normandije. Par se je poročil 18. maja 1152. Henrik in Eleonora sta postala kralj in kraljica Anglije leta 1154. Imela sta pet sinov in tri hčere. Vendar sta se Henrik in Eleonora sčasoma odtujila. Henrik jo je zaprl leta 1173, ker je podprla upor njunega najstarejšega sina, Henrika mlajšega, proti njemu. Izpustili so jo šele 6. julija 1189, ko je umrl njen mož in je prestol zasedel njun tretji sin Rihard I. Kot vdova kraljica je Eleonora delovala kot regentka, medtem ko je Richard šel v tretjo križarsko vojno. Živela je dobro v času vladavine svojega najmlajšega sina Ivana.

## Zgodnje življenje
Eleonorino leto rojstva ni natančno znano: rodoslovje njene družine iz poznega 13. stoletja, ki navaja, da je bila spomladi 1137 stara 13 let, je najboljši dokaz, da se je Eleonora morda rodila šele leta 1124. Po drugi strani pa nekatere kronike omenjajo prisego zvestobe nekaterih gospodov Akvitanije ob Eleonorinem štirinajstem rojstnem dnevu leta 1136. Zaradi tega in njene znane starosti 82 let ob smrti je leto 1122 najverjetneje leto njenega rojstva. Njena starša sta se skoraj zagotovo poročila leta 1121. Njen rojstni kraj je bil morda Poitiers, Bordeaux ali Nieul-sur-l'Autise, kjer sta njena mati in brat umrla, ko je bila Eleonora stara 6 ali 8 let.
Eleonora (ali Aliénor) je bila najstarejša od treh otrok Viljema X., akvitanskega vojvode, čigar bleščeči vojvodski dvor je bil znan v Evropi na začetku 12. stoletja, in njegove žene Aenor de Châtellerault, hčerke Aimeryja I., vikonta Châtelleraultskega, in Dangereuse de l'Isle Bouchard, ki je bila dolgoletna ljubica Viljema IX., pa tudi Eleonorina babica po materini strani. Poroko njenih staršev je Dangereuse uredil z njenim dedkom po očetovi strani Viljemom IX.
Eleonora naj bi dobila ime po svoji materi Aenor in Aliénor iz latinske besede Alia Aenor, kar pomeni druga Aenor. To je postalo Eléanor v langues d'oïl severne Francije. Vendar je bila pred njo še ena ugledna Eleonor - Eleonora Normandijska, teta Viljema Osvajalca, ki je živela stoletje prej kot Eleonora Akvitanska. V Parizu so jo kot francosko kraljico imenovali Helienordis, njeno častno ime, kot je zapisano v latinskih poslanicah.
Vsekakor je Eleonorin oče poskrbel, da je imela najboljšo možno izobrazbo. Eleonora se je prišla učiti aritmetike, ozvezdij in zgodovine. Naučila se je tudi domačih veščin, kot so vodenje gospodinjstva in umetnosti vezenja, šivanja z iglo, šivanja, predenja in tkanja. Eleonora je razvila veščine pogovora, plesa, iger, kot so backgammon, dama in šah, igranja harfe in petja. Čeprav je bil njen materni jezik poitevin, so jo učili brati in govoriti latinsko, bila je dobro seznanjena z glasbo in literaturo ter se je šolala v jahanju, sokolarstvu in lovu. Eleonora je bila ekstrovertirana, živahna, inteligentna in močne volje. Njen štiriletni brat William Aigret in njuna mati sta umrla na gradu Talmont na atlantski obali Akvitanije spomladi leta 1130. Eleonora je postala domnevna naslednica očetovih posesti. Vojvodstvo Akvitanija je bila največja in najbogatejša provinca Francije. Poitou, kjer je Eleonora preživela večino svojega otroštva in Akvitanija skupaj sta bili skoraj ena tretjina velikosti sodobne Francije. Eleonora je imela le še enega zakonskega brata in sestro, mlajšo sestro po imenu Aelith (imenovana tudi Petronilla). Njenega polbrata Joscelina je Viljem X priznal za sina, a ne za svojega dediča. Misel, da je imela še enega polbrata Viljema, je bila diskreditirana. Kasneje, v prvih štirih letih vladavine Henrika II., so se njeni bratje in sestre pridružili Eleonorinemu kraljevemu gospodinjstvu.

### Dedovanje
Leta 1137 je vojvoda Viljem X. odšel iz Poitiersa v Bordeaux in s seboj vzel svoje hčere. Ko je prispel v Bordeaux, jih je prepustil nadškofu Bordeauxa, enemu njegovih redkih zvestih vazalov. Vojvoda se je nato v družbi drugih romarjev odpravil proti svetišču svetega Jakoba v Santiago de Compostela. Vendar je umrl na veliki petek tistega leta (9. aprila).
Eleonora, stara od 12 do 15 let, je takrat postala akvitanska vojvodinja in s tem najbolj primerna dedinja v Evropi. Ker so bili to dnevi, ko je bila ugrabitev dedinje razumna možnost za pridobitev naslova, je Viljem narekoval oporoko na dan svoje smrti, ki je zapustil svoje domene Eleonori in imenoval francoskega kralja Ludvika VI. za njenega skrbnika. Viljem je od kralja zahteval, naj poskrbi za dežele in vojvodinjo ter ji poišče primernega moža. Dokler ni bil najden mož, je imel kralj zakonsko pravico do Eleonorinih zemljišč. Vojvoda je svojim spremljevalcem tudi vztrajal, naj ostane njegova smrt skrivnost, dokler Ludvik ni obveščen; možje naj bi čim prej odpotovali iz Santiaga de Compostela čez Pireneje, da bi se oglasili v Bordeauxu in obvestili nadškofa, nato pa odhiteli v Pariz, da bi obvestili kralja.
Francoski kralj, znan kot Ludvik Debeli, je bil v tistem času prav tako hudo bolan, trpel je za grižo, od katere je bilo videti malo verjetno, da si bo opomogel. Toda kljub bližajoči se smrti je Ludvikov um ostal bister. Njegov najstarejši preživeli sin Ludvik je bil prvotno namenjen samostanskemu življenju, vendar je postal dedič, ko je prvorojenec Filip leta 1131 umrl v jahalni nesreči.
S smrtjo Viljema, enega najmočnejših kraljevih vazalov, je bila na voljo najbolj zaželena vojvodina v Franciji. Medtem ko je Ludvik pokazal slovesen in dostojanstven obraz žalujočim akvitanskim glasnikom, se je veselil, ko so odšli. Namesto da bi deloval kot skrbnik vojvodinje in vojvodstva, se je odločil, da bo vojvodinjo poročil s svojim 17-letnim dedičem in spravil Akvitanijo pod nadzor francoske krone, s čimer je močno povečal moč in ugled Francije in njene vladajoče družine, rodbine Kapetingov. V nekaj urah je kralj uredil, da se njegov sin Ludvik poroči z Eleonoro, pri čemer je opat Suger skrbel za pripravo poroke. Ludvik je bil poslan v Bordeaux s spremstvom 500 vitezov, skupaj z opatom Sugerjem, Theobaldom II., grofom Šampanje, in Raoulom I., grofom Vermandoisa.

## Prva poroka
25. julija 1137 je nadškof Bordeauxa Eleonoro in Ludvika poročil v stolnici sv. Andreja v Bordeauxu. Takoj po poroki je bil par ustoličen kot vojvoda in vojvodinja Akvitanije. Dogovorjeno je bilo, da bo vojvodina ostala neodvisna od Francije, dokler Eleonorin najstarejši sin ne postane tako kralj Francije kot vojvoda Akvitanije. Tako se njena posest ne bi združila s Francijo do naslednje generacije. Kot poročno darilo je Ludviku podarila vazo iz kamenega kristala , ki je trenutno na ogled v Louvru. Ludvik podaril vazo baziliki St. Denis. Ta vaza je edini predmet, povezan z Eleonoro Akvitansko, ki je še ohranjen. 
Ludvikov mandat grofa Poitouja in vojvode Akvitanije in Gaskonje je trajal le nekaj dni. Čeprav je bil 8. avgusta 1137 imenovan za takega, mu je sel sporočil, da je Ludvik VI. umrl za grižo 1. avgusta, medtem ko sta z Eleonoro potovala po provincah. On in Eleonora sta bila maziljena in okronana za kralja in kraljico Francije na božični dan istega leta.
Eleonora, ki je imela živahno naravo, ni bila priljubljena med umirjenimi severnjaki; glede na vire, je Ludvikova mati Adelaide Maurienne menila, da je leteča in slabo vpliva. Niso ji pomagali niti spomini na Konstanco Arleško, provansalsko ženo Roberta II., katere zgodbe o neskromnem oblačenju in jeziku so še vedno pripovedovali z grozo. Cerkveni starešine, zlasti Bernard iz Clairvauxa in opat Suger, so Eleonorino vedenje večkrat kritizirali, kot nespodobno. Vendar je bil kralj noro zaljubljen v svojo lepo in posvetno nevesto in je ustregel vsaki njeni muhi, čeprav ga je njeno vedenje begalo in jezilo. Veliko denarja je šlo za to, da bi zaradi Eleonore naredili strogo palačo Cité v Parizu bolj udobno.

### Spor
Ludvik je kmalu prišel v silovit spopad spapežem Inocencem II. Leta 1141 se je mesto nadškofa v Bourgesu izpraznilo in kralj je za kandidata predlagal enega od svojih kanclerjev, Cadurca, medtem ko je dal veto na enega primernega kandidata, Pierra de la Chatra, ki so ga nemudoma izvolili kanoniki iz Bourgesa in posvetili papež. Ludvik je zato zapahnil vrata Bourgesa proti novemu škofu. Papež je spomnil na podobne poskuse Viljema X., da bi Inocencove privržence izgnal iz Poitouja in jih nadomestil z njemu zvestimi duhovniki, za kar je okrivil Eleonoro, češ da je bil Ludvik le otrok in bi ga bilo treba naučiti obnašanja. Ludvik je ogorčen prisegel na relikvije, da Pierre, dokler je živ, ne sme nikoli vstopiti v Bourges. Na kraljeve dežele je bil nato uveden interdikt in Pierru je dal zatočišče Theobald II., grof Šampanje.
Ludvik se je zapletel v vojno z grofom Teobaldom, ko je dovolil Raoulu I., grofu Vermandoisa in francoskemu senešalu, da zavrne svojo ženo Eleonoro Bloiško, Teobaldovo sestro in se poroči s Petronilo Akvitansko, Eleonorino sestro. Eleonora je Ludvika pozvala, naj podpre sestrino poroko z grofom Raoulom. Teobald je Ludvika užalil tudi s tem, da se je v sporu glede Bourgesa postavil na stran papeža. Vojna je trajala dve leti (1142–44) in se končala z zasedbo Šampanje s strani kraljeve vojske. Ludvik je osebno sodeloval pri napadu in požigu mesta Vitry. V plamenih je umrlo več kot tisoč ljudi, ki so se zatekli v tamkajšnjo cerkev. Zgrožen in v želji po koncu vojne je Ludvik poskušal skleniti mir s Teobaldom v zameno za njegovo podporo pri odpravi interdikta Raoulu in Petronili. To je bilo pravilno odpravljeno za dovolj dolgo, da je bilo mogoče obnoviti Teobaldova zemljišča; nato se je še enkrat ponižal, ko je Raoul zavrnil Petronille, zaradi česar se je Ludvik vrnil v Šampanjo in jo še enkrat opustošil.
Junija 1144 sta kralj in kraljica obiskala novozgrajeno samostansko cerkev v Saint-Denisu. Tam se je kraljica srečala z Bernardom iz Clairvauxa in ga prosila, naj uporabi svoj vpliv pri papežu za odpravo izobčenja Petronille in Raoula, v zameno za kar bi kralj Ludvik popustil v Šampanji in priznal Pierra de la Chatra za nadškofa Bourgesa. Bernard, osupel nad njenim odnosom, je grajal Eleonoro zaradi njenega pomanjkanja kesanja in vmešavanja v državne zadeve. V odgovor se je Eleonora zlomila in ponižno opravičila svoje vedenje ter trdila, da je zagrenjena, ker nima otrok (njena edina zabeležena nosečnost v tem času je bila okoli leta 1138, vendar je splavila)). V odgovor je postal Bernard bolj prijazen do nje: »Otrok moj, išči tiste stvari, ki prispevajo k miru. Nehaj hujskati kralja proti Cerkvi in ga spodbujaj k boljši poti. Če obljubiš, da boš to storila, v zameno obljubim, da bom rotil usmiljenega Gospoda, da ti podeli potomstvo. V nekaj tednih se je v Francijo vrnil mir: Teobaldove province so bile vrnjene in Pierre de la Chatre je bil postavljen za nadškofa Bourgesa. Aprila 1145 je Eleonor rodila hčerko Marie.
Ludvik pa je še vedno gorel od občutka krivde zaradi pokola v Vitryju in je želel romati v Sveto deželo, da bi se odkupil za svoje grehe. Jeseni 1145 je papež Evgen III. zahteval, da Ludvik vodi križarsko vojno na Bližnji vzhod, da bi tamkajšnje frankovske države rešil pred katastrofo. Zato je Ludvik na božični dan leta 1145 v Bourgesu izjavil, da se namerava podati na križarsko vojno.

### Druga križarska vojna
Eleonora Akvitanska je tudi uradno prevzela križ, ki je simbol druge križarske vojne, med pridigo, ki jo je pridigal Bernard iz Clairvauxa. Poleg tega si je dopisovala s stricem Raymondom, princem Antiohije, ki je od francoske krone iskal dodatno zaščito pred Saraceni. Eleonora je za kampanjo zaposlila nekaj svojih kraljevih dvornih dam in 300 neplemiških akvitanskih vazalov. Vztrajala je pri sodelovanju v križarskih vojnah kot fevdalni vodja vojakov iz njenega vojvodstva. Junija 1147 je odšla v drugo križarsko vojno iz Vézelaya, kjer se govori o grobu Marije Magdalene.
Sama križarska vojna je dosegla malo. Ludvik je bil šibek in neučinkovit vojaški vodja, ki ni bil sposoben vzdrževati discipline ali morale čet ali sprejemati premišljenih in logičnih taktičnih odločitev. V vzhodni Evropi je francosko vojsko včasih oviral Manuel I. Komnen, bizantinski cesar, ki se je bal, da bo križarska vojna ogrozila šibko varnost njegovega cesarstva. Ne glede na to so Ludvika med njunim tritedenskim bivanjem v Konstantinoplu častili in Eleonoro zelo občudovali. Grški zgodovinar Nicetas Choniates jo je primerjal s Pentesilejo, mitsko kraljico Amazonk. Dodal je, da je vzdevek chrysopous (zlatonoga) dobila po zlati tkanini, ki je krasila in obrobljala njeno obleko. Ludvik in Eleonora sta ostala v palači Philopation tik pred mestnim obzidjem.
Od trenutka, ko so križarji vstopili v Malo Azijo, je začelo iti slabo. Kralj in kraljica sta bila še vedno optimistična – bizantinski cesar jima je povedal, da je nemški kralj Konrad III. dosegel veliko zmago proti turški vojski, medtem ko je bila nemška vojska v resnici skoraj popolnoma uničena pri Dorylaeumu. Toda med taborjenjem v bližini Niceje so se ostanki nemške vojske, vključno z omamljenim in bolnim Konradom III., opotekali mimo francoskega tabora in prinašali novice o svoji nesreči. Francozi so s tistim, kar je ostalo od Nemcev, nato začeli vedno bolj neorganizirano korakati proti Antiohiji. Na božični večer so bili zelo razpoloženi, ko so se odločili za tabor v bujni dolini blizu Efeza. Tu jih je v zasedi čakal turški oddelek, vendar so Francozi ta oddelek pobili in si prilastili njihov tabor.
Ludvik se je nato odločil prečkati Frigijske gore neposredno v upanju, da bo hitreje dosegel Raymonda iz Poitiersa v Antiohiji. Ko so se vzpenjali v gore, pa so vojska ter kralj in kraljica zgroženi odkrili nepokopana trupla prej pobitih Nemcev.
Na dan, ki je bil določen za prečkanje gore Kadmus, se je Ludvik odločil, da prevzame vodstvo v zadnjem delu kolone, kamor so korakali neoboroženi romarji in vlaki s prtljago. Avangardi, s katero je korakala kraljica Eleonor, je poveljeval njen akvitanski vazal Geoffrey de Rancon. Neobremenjeni s prtljago so dosegli vrh Kadmusa, kjer je bilo Ranconu ukazano, naj se utabori za noč. Rancon pa se je odločil nadaljevati in se skupaj z Amadeusom III., grofom Savojskim, Ludvikovim stricem, odločil, da bi bila bližnja planota boljši kamp. Takšna neposlušnost naj bi bila pogosta.
V skladu s tem je do sredine popoldneva zadnji del kolone – verjel, da je dnevni pohod skoraj pri koncu – popuščal. Zaradi tega se je vojska ločila, nekateri so že prečkali vrh, drugi pa se mu še približujejo. V bitki pri gori Kadmos, ki je sledila, so Turki, ki so jih več dni spremljali, izkoristili svojo priložnost in napadli tiste, ki še niso prečkali vrha. Francozi, tako vojaki kot romarji, so presenečeni ostali ujeti. Tiste, ki so poskušali pobegniti, so ujeli in ubili. Številni možje, konji in velik del prtljage so bili vrženi v spodnji kanjon. Kronist Viljem iz Tira, ki je pisal med letoma 1170 in 1184 in torej morda predolgo po dogodku, da bi ga lahko imeli za zgodovinsko točnega, je krivdo za to nesrečo trdno pripisal količini prtljage, ki so jo nosili, večina pa naj bi pripadala Eleonori in njenim damam in prisotnost neborcev.
Kralj, ki je preziral kraljeva oblačila v korist preproste romarske tunike, je ušel pozornosti, za razliko od svojih telesnih stražarjev, ki so jim brutalno razbili lobanje in odrezali ude. Po poročanju naj bi se »okretno in pogumno povzpel na skalo z uporabo drevesnih korenin, ki jih je Bog zagotovil za njegovo varnost« in uspel preživeti napad. Drugi niso bili tako srečni: »Ni pomoči iz nebes, razen da je padla noč.«
Uradno krivdo za katastrofo so pripisali Geoffreyju de Ranconu, ki se je odločil nadaljevati, in predlagali, da ga obesijo, česar kralj ni upošteval. Ker je bil Geoffrey Eleonorin vazal, so mnogi verjeli, da je bila ona tista, ki je bila nazadnje odgovorna za spremembo načrta in s tem za pokol. Ta sum odgovornosti ni nič prispeval k njeni priljubljenosti v krščanstvu. Očitali so ji tudi velikost tovornega vlaka in dejstvo, da so njeni akvitanski vojaki korakali na fronti in tako niso bili udeleženi v boju. V nadaljevanju se je vojska razdelila, meščani so korakali proti Antiohiji, kraljevi pa so potovali po morju. Ko je prispela večina kopenske vojske, sta se kralj in kraljica sporekla. Nekateri, kot sta John iz Salisburyja in Viljem iz Tira, pravijo, da so Eleonorin ugled omadeževale govorice o aferi z njenim stricem Raymondom. Vendar je bila ta govorica morda zvijača, saj je Raymond prek Eleonore poskušal pripraviti Ludvika, da uporabi svojo vojsko za napad na dejansko muslimansko taborišče v bližnjem Alepu, prehodu za ponovno zavzetje Edese, ki je ves čas s papeškim odlokom glavni cilj križarske vojne. Čeprav je bil to morda boljši vojaški načrt, se Ludvik ni želel bojevati v severni Siriji. Eden od Ludvikovih priznanih ciljev križarske vojne je bilo potovanje na romanje v Jeruzalem in izjavil je, da namerava nadaljevati. Domnevno je Eleonora nato zahtevala, da ostane z Raymondom, in izpostavila vprašanje sorodstva – dejstva, da sta bila ona in njen mož, kralj Ludvik, morda preveč tesno povezana. Krvno sorodstvo je bilo v srednjem veku razlog za razveljavitev. Toda namesto da bi ji dovolil, da ostane, je Ludvik odpeljal Eleonoro iz Antiohije proti njeni volji in nadaljeval pot proti Jeruzalemu s svojo vse manjšo vojsko.
Ludvikova zavrnitev in njegova prisila, da ga spremlja, sta ponižala Eleonoro in do konca križarske vojne je ostala zadržana. Ludvikovo poznejše obleganje Damaska leta 1148 s preostalo vojsko, okrepljeno s Konradom in Balduinom III. Jeruzalemskim, ni doseglo uspeha. Damask je bil veliko bogato trgovsko središče in je bil v normalnih okoliščinah potencialna grožnja, vendar so jeruzalemski vladarji pred kratkim sklenili premirje z mestom, ki so ga nato opustili. To je bila igra, ki se ni izplačala, in bodisi zaradi vojaške napake ali izdaje je bila kampanja v Damasku neuspešna. Ludvikov dolg pohod do Jeruzalema in nazaj na sever, ki se mu je bila Eleonora prisiljena pridružiti, je izčrpal njegovo vojsko in razočaral njene viteze; razdeljene križarske vojske niso mogle premagati muslimanskih sil in kraljevi par se je moral vrniti domov. Francoska kraljeva družina se je umaknila v Jeruzalem in nato odplula v Rim ter se vrnila v Pariz.
Medtem ko je bila v vzhodnem Sredozemlju, je Eleonora izvedela za pomorske konvencije, ki so se tam razvijale, kar je bil zametek tega, kar je postalo admiralsko pravo. Te konvencije je uvedla v svojih deželah na otoku Oléron leta 1160 (z Zvitki Olérona) in kasneje tudi v Angliji. Imela je tudi ključno vlogo pri razvijanju trgovinskih sporazumov s Konstantinoplom in trgovskimi pristanišči v Sveti deželi.

### Razveljavitev
Že pred križarsko vojno sta se Eleonora in Ludvik odtujevala, njune razlike pa so se le še stopnjevale, ko sta bila v tujini. Eleonorin domnevni odnos z njenim stricem Raymondom [21], vladarjem Antiohije, je bil glavni vir nesoglasij. Eleonora je podpirala stričevo željo, da ponovno zavzame bližnjo grofijo Edesa, cilj križarske vojne. Poleg tega, ker je bila z njim v njuni mladosti blizu, je zdaj pokazala, kar je veljalo za »pretirano naklonjenost« do svojega strica.
Do doma pa ni bilo lahko priti. Ludvik in Eleonora, ki sta bila zaradi nesoglasij na ločenih ladjah, so maja 1149 prvič napadle bizantinske ladje. Čeprav sta se temu poskusu izognila nepoškodovana, je nevihtno vreme odgnalo Eleonorino ladjo daleč na jug do obale Barbary in povzročilo, da je izgubila sled za možem. Več kot dva meseca ni bilo slišati o nobenem. Sredi julija je Eleonorina ladja končno prispela v Palermo na Siciliji, kjer je odkrila, da sta oba z možem umrla. Zavetje in hrano so ji dali služabniki sicilskega kralja Rogerija II., dokler ni kralj končno prišel v Kalabrijo, in se je tam odpravila srečati z njim. Kasneje je na dvoru kralja Rogerija v Potenzi izvedela za smrt svojega strica Raymonda, ki so ga muslimanske sile v Sveti deželi obglavile. Zdi se, da je ta novica prisilila k spremembi načrtov, saj so se namesto vrnitve v Francijo iz Marseilla odpravili k papežu Evgenu III. v Tusculum, kamor ga je pet mesecev pred tem prignal upor rimske občine.
Evgen ni odobril razveljavitve, kot je upala Eleonora. Namesto tega je poskušal spraviti Eleonoro in Ludvika, s čimer je potrdil zakonitost njune poroke. Razglasil je, da proti temu ni mogoče reči nobene besede in da ga ne smejo razpustiti pod nobenim pretvezo. Uredil je celo, da sta Eleonora in Ludvik spala v isti postelji. Tako je bil spočet njun drugi otrok - ne sin, ampak druga hči, Alix Francoska.
Zakon je bil zdaj obsojen na propad. Ludvik je bil še vedno brez sina in v nevarnosti, da ostane brez moškega dediča, poleg tega pa se je soočil z velikim nasprotovanjem Eleonore s strani mnogih svojih baronov in njeno lastno željo po razveljavitvi, zato se je uklonil neizogibnemu. 11. marca 1152 sta se sestala na kraljevem gradu Beaugency, da bi razdrla zakon. Hugues de Toucy, nadškof v Sensu, je predsedoval, Ludvik in Eleonora sta bila prisotna, kot tudi nadškof v Bordeauxu in Rouenu. Nadškof Samson iz Reimsa je zastopal Eleonoro.
21. marca so štirje nadškofje s soglasjem papeža Evgena podelili razveljavitev zaradi sorodstva v četrtem kolenu; Eleonora je bila Ludvikova tretja sestrična, ko so jo nekoč odstranili, in je imela skupne prednike s Robertom II. Francoskim. Njuni dve hčerki pa sta bili razglašeni za zakoniti. Otroci, rojeni v zakonu, ki je bil pozneje razveljavljen, niso bili izpostavljeni tveganju, da bi bili prankrt, ker »[k]er sta se stranki poročili v dobri veri, ne da bi vedeli za oviro, ... so bili zakonski otroci zakoniti«. [Berman 228.]) Skrbništvo nad njimi je bilo podeljeno kralju Ludviku. Nadškof Samson je od Ludvika prejel zagotovilo, da ji bodo Eleonorine posesti vrnjene.

## Druga poroka
Ko je Eleonora odpotovala v Poitiers, sta jo dva lorda – Theobald V., grof Bloisa in Geoffrey, grof Nantesa, brat Henrika II., vojvode Normandije – poskušala ugrabiti in se poročiti z njo, da bi zahtevala njeno ozemlje. Takoj ko je prispela v Poitiers, je Eleonora poslala odposlance k Henriku, normandijskemu vojvodi in bodočemu angleškemu kralju, in ga prosila, naj se takoj pride poročiti z njo. 18. maja 1152 (bela nedelja), osem tednov po razveljavitvi prve, se je Eleonora poročila s Henrikom »brez pompa in slovesnosti, ki je ustrezala njunemu položaju«.
Eleonora je bila s Henrikom še tesneje povezana kot z Ludvikom: bila sta sorodnika v tretjem kolenu prek njune skupne prednice Ermengarde Anžujske, žene Roberta I., burgundskega vojvode in Geoffreya, grofa Gâtinaisa, bila pa sta tudi potomca  francoskega kralja Roberta II. Poroka med Henrikom in Eleonorino hčerko Marie je bila prej razglašena za nemogočo zaradi njunega statusa tretjih bratrancev, ko so bili enkrat odstranjeni. Nekateri so govorili, da je imela Eleonora afero s Henrikovim lastnim očetom Geoffreyjem V., grofom Anžujskim, ki je svojemu sinu svetoval, naj se izogiba kakršnemu koli sodelovanju z njo.
25. oktobra 1154 je Henrik postal kralj Anglije. Zdaj visoko nosečo Eleonor je 19. decembra 1154 Theobald iz Beca, canterburyjski nadškof, okronal za angleško kraljico. Morda pa ob tej priložnosti ni bila maziljena, ker je bila maziljena že leta 1137. V naslednjih 13 letih je Henriku rodila pet sinov in tri hčere: Viljema, Henrika, Riharda, Geoffreyja, Ivana, Matildo, Eleonoro in Joan. Zgodovinar John Speed v svojem delu Zgodovina Velike Britanije iz leta 1611 omenja možnost, da je Eleonora imela sina po imenu Filip, ki je umrl mlad. Njegovi viri ne obstajajo več in on sam omenja to rojstvo.
Eleonorina poroka s Henrikom je bila znana kot burna in prepirljiva, čeprav dovolj kooperativna, da je povzročila vsaj osem nosečnosti. Henrik nikakor ni bil zvest svoji ženi in je bil sloves pohujšanja; v zakonu je imel druge, nezakonske otroke. Zdi se, da je Eleonora zavzela ambivalenten odnos do teh zadev. Geoffrey Yorški je bil na primer Henrikov nezakonski sin, vendar ga je Henrik priznal za svojega otroka in odraščal v Westminstru v skrbi kraljice.
V obdobju od Henrikovega pristopa do rojstva Eleonorinega najmlajšega sina Ivana so bile zadeve v kraljestvu burne: Akvitanija je, kot je bilo običajno, kljubovala avtoriteti Henrika kot Eleonorinega moža in je bila odgovorna samo svoji vojvodinji. Poskušali so zahtevati Toulouse, zakonito dediščino Eleonorine babice Filipe Toulouške, vendar so se končali neuspešno. Med kraljem in Thomasom Becketom, sprva njegovim kanclerjem in najbližjim svetovalcem ter kasneje canterburyjskim nadškofom, je nastal hud spor. Ludvik Francoski se je znova poročil in ovdovel; poročil se je tretjič in končno zaplodil dolgo pričakovanega sina, Filipa Avgusta, znanega tudi kot Dieudonné – od boga danega. Henrik mlajši, sin Henrika in Eleonore, se je poročil z Margareto, Ludvikovo hčerko iz drugega zakona. O Eleonorini vpletenosti v te dogodke je malo znanega. Gotovo je konec leta 1166 postalo znano o Henrikovi zloglasni aferi z Rosamund Clifford in zdi se, da je Eleonorina poroka s Henrikom postala dokončno napeta.
Leta 1167 se je Eleonorina tretja hči Matilda poročila s Henrikom Levom Saškim. Eleonora je s hčerko ostala v Angliji eno leto pred Matildinim odhodom v Normandijo septembra. Decembra je Eleonora zbrala svoje premično imetje v Angliji in ga na več ladjah prepeljala v Argentan. Božič so praznovali na tamkajšnjem kraljevem dvoru in zdi se, da se je strinjala z ločitvijo od Henrika. Zagotovo je takoj po božiču odšla v svoje mesto Poitiers. Henrik je ni ustavil; nasprotno, on in njegova vojska jo je osebno pospremil tja, preden je napadel grad, ki je pripadal uporniški družini Lusignan. Henrik se je nato lotil svojih poslov izven Akvitanije in pustil grofa Patricka, svojega regionalnega vojaškega poveljnika, kot njenega skrbnika. Ko je bil Patrick ubit v spopadu, je Eleonora, ki je nadaljevala z odkupnino njegovega ujetega nečaka, mladega Williama Marshala, ostala pod nadzorom svojih dežel.

### Dvori ljubezni v Poitiersu
Od vsega njenega vpliva na kulturo je bil Eleonorin čas v Poitiersu med letoma 1168 in 1173 morda najbolj kritičen, vendar je o njem zelo malo znanega. Henrik II. je bil drugje in se je ukvarjal s svojimi zadevami, potem ko je tja pospremil Eleonoro. Nekateri verjamejo, da je bil Eleonorin dvor v Poitiersu »Dvor ljubezni«, kjer sta se Eleonora in njena hčerka Marie prepletali in spodbujali ideje trubadurjev, viteštva in dvorne ljubezni v enem samem dvoru. Morda je šlo predvsem za poučevanje manir, po čemer bodo francoska dvora poznana v kasnejših generacijah. Vendar se razpravlja o obstoju in razlogih za to.
V Umetnosti dvorne ljubezni se Andreas Capellanus, kaplan Andrej, sklicuje na dvor v Poitiersu. Trdi, da bi Eleonora, njena hči Marie, Ermengarde, vikontesa Narbonne, in Isabelle Flandrska sedele in poslušale prepire zaljubljencev ter delovale kot porota pri vprašanjih dvora, ki so se vrtela okoli dejanj romantične ljubezni. Zabeleži kakšnih enaindvajset primerov, najbolj znan med njimi pa je problem, zastavljen ženskam, ali lahko v zakonu obstaja prava ljubezen. Po Capellanusu so se ženske odločile, da to sploh ni verjetno.
Nekateri učenjaki menijo, da »dvor ljubezni« verjetno nikoli ni obstajal, saj je edini dokaz zanj knjiga Andreasa Capellanusa. Da bi okrepili svoje argumente, navajajo, da ni nobenega drugega dokaza, da je Marie kdaj ostala pri svoji materi v Poitiersu. Andreas je pisal za dvor francoskega kralja, kjer Eleonora ni bila cenjena. Polly Schroyer Brooks, avtorica neakademske biografije o Eleonori, nakazuje, da je dvor res obstajal, a da ga niso jemali zelo resno in da so bila dejanja dvorne ljubezni le »salonska igra«, ki sta si jo izmislili Eleonora in Marie da bi naredil nekaj reda nad mladimi dvorjani, ki tam živijo.
Nobene trditve ni, da je Eleonora izumila dvorno ljubezen, saj je bil to koncept, ki se je začel razvijati, preden je nastal Eleonorin dvor. Vse, kar lahko rečemo, je, da je bil njen dvor v Poitiersu najverjetneje katalizator povečane priljubljenosti dvorne ljubezenske literature v zahodnoevropskih regijah. Amy Kelly v svojem članku Eleonor of Aquitaine and Her Courts of Love daje zelo verodostojen opis izvora pravil Eleonorinega dvora: »V kodeksu Poitevin je moški lastnina, stvar ženske; medtem ko je ravno nasprotno stanje obstajalo v sosednjih kraljestvih obeh kraljev, od katerih je bila vladajoča vojvodinja Akvitanija odtujena.« 

### Upor in ujetje
Marca 1173 je njegov sin z istim imenom, Henrik mlajši, prizadet zaradi pomanjkanja moči in podtaknjen s strani Henrikovih sovražnikov, sprožil upor 1173–1174. Pobegnil je v Pariz. Od tam je »Henrik mlajši, ki je po nasvetu francoskega kralja snoval zlo proti svojemu očetu z vseh strani, skrivaj odšel v Akvitanijo, kjer sta njegova mlada brata, Rihard in Geoffrey, živela s svojo materjo in ju z njenim privoljenjem, hujskal, naj se mu pridružijo.«  En vir je trdil, da je kraljica poslala svoje mlajše sinove v Francijo, »da bi se z njim pridružili proti njihovemu očetu kralju.« Ko so njeni sinovi odšli v Pariz, je Eleonora morda spodbudila gospodarje juga, da so se dvignili in jih podprli.
Nekje med koncem marca in začetkom maja je Eleonora zapustila Poitiers, vendar je bila aretirana in poslana kralju v Rouen. Kralj aretacije ni javno naznanil; naslednje leto je bilo kraljičino bivanje neznano. 8. julija 1174 sta se Henrik in Eleonora odpravila z ladjo proti Angliji iz Barfleurja. Takoj ko so se izkrcali v Southamptonu, so Eleonoro odpeljali na grad Winchester ali Sarum in jo tam zadržali.

### Leta zapora 1173–1189
Eleonora je bila zaprta naslednjih 16 let, večino časa na različnih lokacijah v Angliji. Med prestajanjem ječe se je Eleonora vedno bolj oddaljevala od sinov, še posebej od Riharda, ki je bil vedno njen ljubljenec. Med prestajanjem zapora ni imela priložnosti pogosto videti svojih sinov, čeprav so jo izpustili za posebne priložnosti, kot je božič. Približno štiri milje od Shrewsburyja in blizu opatije Haughmond je "Kraljice Eleonore Bower", ostanki možnega trikotnega lesenega gradu, za katerega se verjame, da je bil eden od njenih zaporov.
Henrik je leta 1176 izgubil žensko, ki je veljala za njegovo veliko ljubezen, Rosamund Clifford. Spoznal jo je leta 1166 in začela njuno zvezo leta 1173, domnevno pa je razmišljal o ločitvi od Eleonore. Ta razvpita afera je povzročila, da je meniški pisar Rozamundino ime prepisal v latinščino v Rosa Immundi ali »Vrtnica nečednosti«. Kralj je imel veliko ljubic, a čeprav je s prejšnjimi zvezami ravnal diskretno, se je bahal z Rozamundo. Morda je to storil, da bi izzval Eleonoro, da bi zahtevala razveljavitev, a če je tako, ga je kraljica razočarala. Kljub temu so vztrajale govorice, morda s pomočjo Henrikovega tabora, da je Eleonora zastrupila Rozamundo. Špekulira se tudi, da je Eleonora položila Rozamundo v kopalno kad in dala stari ženski prerezati Rozamundine roke. Henrik je podaril veliko denarja samostanu Godstow v Oxfordshiru, kjer je bila Rosamund pokopana.
Leta 1183 je Henrik mlajši ponovno poskušal prisiliti svojega očeta, da mu preda nekaj svoje dediščine. Zaradi dolgov in zavračanja nadzora nad Normandijo je poskušal ujeti očeta v zasedi pri Limogesu. Pridružile so se mu čete, ki sta jih poslala njegov brat Geoffrey in Filip II. Francoski. Vojaki Henrika II. so oblegali mesto in njegovega sina prisilili v beg. Potem ko je brezciljno taval po Akvitaniji, je Henrik mlajši zbolel za grižo. V soboto, 11. junija 1183, je mladi kralj spoznal, da umira in ga je premagalo obžalovanje svojih grehov. Ko so mu poslali očetov prstan, je rotil, naj se oče usmili njegove matere in naj vsi njegovi tovariši prosijo Henrika, naj jo osvobodi. Henrik II. je poslal Tomaža iz Earleyja, naddiakona iz Wellsa, da bi sporočil Eleonori v Sarum. Eleonora naj bi imela sanje, v katerih je predvidela smrt svojega sina Henrika. Leta 1193 je papežu Celestinu III. povedala, da jo muči njegov spomin.
Francoski kralj Filip II. je trdil, da nekatere posesti v Normandiji pripadajo njegovi polsestri Margareti, vdovi Henrika mlajšega, vendar je Henrik vztrajal, da so nekoč pripadale Eleonori in da se bodo vrnile njej po smrti njenega sina. Zaradi tega je Henrik pozno poleti 1183 poklical Eleonoro v Normandijo. V Normandiji je ostala šest mesecev. To je bil začetek obdobja večje svobode za še vedno nadzorovano Eleonoro. Eleonora se je vrnila v Anglijo verjetno v začetku leta 1184. V naslednjih nekaj letih je Eleonora pogosto potovala s svojim možem in bila včasih povezana z njim v vladi kraljestva, vendar je še vedno imela skrbnika, tako da ni bila svobodna.

## Vdovstvo
Po smrti moža Henrika II. 6. julija 1189 je bil Rihard I. nesporni dedič. Eno njegovih prvih dejanj kot kralja je bilo poslati Williama Marshala v Anglijo z ukazom, naj izpusti Eleonoro iz zapora; ob prihodu je ugotovil, da so jo njeni skrbniki že izpustili. Eleonora je odjahala v Westminster in v imenu kralja prejela prisege zvestobe od številnih lordov in prelatov. Angliji je vladala v Rihardovem imenu, podpisovala pa se je »Eleanor, po božji milosti, kraljica Anglije«. 13. avgusta 1189 je Rihard odplul iz Barfleurja v Portsmouth in bil sprejet z navdušenjem. Med letoma 1190 in 1194 je bil Rihard odsoten iz Anglije, sodeloval je v tretji križarski vojni od leta 1190 do 1192, nato pa ga je v ujetništvu držal Henrik VI., cesar Svetega rimskega cesarstva. Med Rihardovo odsotnostjo je kraljevo oblast v Angliji predstavljal regentski svet v povezavi z zaporedjem vrhovnih sodnikov – Williamom de Longchampom (1190–1191), Walterjem de Coutancesom (1191–1193) in končno Hubertom Walterjem. Čeprav Eleonora v tem obdobju ni imela uradne funkcije v Angliji, je junija 1191 v družbi Coutancesa prispela v Anglijo in do konca Rihardove odsotnosti imela precejšen vpliv na zadeve v Angliji in tudi na ravnanje princa Ivana. Eleonora je igrala ključno vlogo pri dvigu odkupnine, ki jo je od Anglije zahteval Henrik VI., in v pogajanjih s cesarjem Svetega rimskega cesarstva, ki so na koncu zagotovila Rihardovo izpustitev. Dokaze o vplivu, ki ga je imela, lahko najdemo tudi v številnih pismih, ki jih je pisala papežu Celestinu III. o Rihardovem ujetništvu. Njeno pismo iz leta 1193 predstavlja njene močne izraze osebnega trpljenja zaradi Rihardovega ujetništva in obvešča papeža, da jo v njeni žalosti »izčrpava žalost«.
Eleonora je preživela Riharda in živela dolgo v vladavini svojega najmlajšega sina, kralja Ivana Brez dežele. Leta 1199 je bilo v skladu s pogoji premirja med kraljem Filipom II. in kraljem Ivanom dogovorjeno, da se bo Filipov 12-letni dedič Ludvik poročil z eno od Ivanovih nečakinj, hčerkami njegove sestre Eleonore Angleške, kraljice Kastilijske. Ivan je svoji materi naročil, naj odpotuje v Kastilijo in izbere eno od princes. Zdaj 77-letna Eleonora se je odpravila iz Poitiersa. Tik pred Poitiersom je padla v zasedo in jo zadržala v ujetništvu Hugha IX. Lusignanskega, čigar zemljišča so njegovi predniki prodali Henriku II. Eleonora si je zagotovila svobodo tako, da je pristala na njegove zahteve. Nadaljevala je proti jugu, prečkala Pireneje in potovala skozi kraljestvi Navare in Kastilje ter v Kastilijo prispela pred koncem januarja 1200.
Eleonorina hči, kastiljska kraljica Eleonora, je imela še dve neporočeni hčerki, Urraco in Blanche. Eleonor je izbrala mlajšo hčerko Blanche. Dva meseca je ostala na kastiljskem dvoru, nato pa je konec marca z vnukinjo Blanche odpotovala nazaj čez Pireneje. Veliko noč je praznovala v Bordeauxu, kjer je na njen dvor prišel slavni bojevnik Mercadier. Odločeno je bilo, da bo pospremil kraljico in princeso na sever. »Drugi dan v velikonočnem tednu ga je v mestu ubil oboroženec v službi Brandina,« rivalski stotnik plačancev. Ta tragedija je bila prehuda za ostarelo kraljico, ki je bila utrujena in ni mogla nadaljevati v Normandijo. Z Blanche sta v lahkih etapah jezdili do doline Loare in Blanche zaupala nadškofu Bordeauxa, ki ji je sledil kot spremljevalec. Izčrpana Eleonora je odšla v Fontevraud, kjer je ostala. V začetku poletja je bila Eleonora bolna in Ivan jo je obiskal v Fontevraudu.
Eleonora se v začetku leta 1201 spet ni počutila dobro. Ko je izbruhnila vojna med Ivanom in Filipom, je Eleonora izjavila, da podpira Ivana in se odpravila iz Fontevrauda v svojo prestolnico Poitiers, da prepreči svojemu vnuku Arturju I., bretonskemu vojvodi, posmrtnemu sinu Eleonorinega sina Geoffreya in Ivanov tekmec za angleški prestol, od prevzema nadzora. Artur je izvedel za njeno bivališče in jo oblegal v gradu Mirebeau. Takoj ko je Ivan izvedel za to, je odkorakal na jug, premagal oblegovalce in ujel 15-letnega Arturja in verjetno njegovo sestro Eleonoro, Lepo dekle iz Bretanje, ki jo je Eleonora vzgojila z Rihardom. Eleonora se je nato vrnila v Fontevraud, kjer je prevzela tančico kot nuna.
Eleonora je umrla leta 1204 in bila pokopana v samostanu Fontevraud poleg svojega moža Henrika in sina Riharda. Njena nagrobna podoba prikazuje njeno branje Svetega pisma in je okrašena z upodobitvami veličastnega nakita; takšne podobe so bile redke in Eleonorina je ena najboljših od teh, ki so preživele iz tega obdobja. Toda med francosko revolucijo je bil samostan Fontevraud oplenjen, grobnice pa motene in vandalizirane – posledično so bile kosti Eleonore, Henrika, Riharda, Joanne in Isabelle Angoulême izkopane in raztresene, tako da jih nikoli več niso našli. Do smrti je preživela vse svoje otroke, razen angleškega kralja Ivana in kastiljske kraljice Eleonore.

## Videz
Sodobni viri hvalijo Eleonorino lepoto. Celo v dobi, ko so plemiške dame pretirano hvalili, je bila njihova pohvala njej nedvomno iskrena. Ko je bila mlada, so jo opisovali kot perpulchra – več kot lepa. Ko ji je bilo okoli 30 let, jo je Bernart de Ventadorn, ugledni trubadur, imenoval »milostiva, ljubka, utelešenje šarma«, poveličeval njene »ljubke oči in plemenit obraz« in izjavil, da je »ena oseba, ki lahko okrona stanje katerega koli kralja«. William iz Newburgha je poudarjal čare njene osebe, Rihard iz Devizesa jo je celo v starosti opisal kot lepo, medtem ko je Matthew Paris, ki je pisal v 13. stoletju, spominjal njene »občudovanja vredne lepote«.
Kljub vsem tem pohvalnim besedam ni nihče zapustil podrobnejšega opisa Eleonore; barva njenih las in oči, na primer, ni znana. Podoba na njeni grobnici prikazuje visoko žensko z rjavo kožo, čeprav to morda ni točna predstavitev. Njen pečat ok. 1152 prikazuje žensko vitke postave, vendar gre verjetno za neosebno podobo.

## V popularni kulturi

### Umetnost
Umetniška instalacija Judy Chicago The Dinner Party prikazuje pogrinjek za Eleonoro, upodobil pa jo je Frederick Sandys na svoji sliki iz leta 1858, Kraljica Eleonora.

### Knjige in drame
Henrik in Eleonora sta glavna lika v igri Jamesa Goldmana The Lion in Winter iz leta 1966, po kateri je bil leta 1968 posnet film, v katerem sta igrala Peter O'Toole kot Henrik in Katharine Hepburn v vlogi Eleonore, za katero je prejela oskarja za najboljšo igralko in nagrado BAFTA za najboljšo igralko v glavni vlogi ter bila nominirana za nagrado zlati globus za najboljšo igralko – filmska drama.
Roman Eleanor Burford The Courts of Love, peti v seriji Queens of England, je izmišljena avtobiografija Eleonore Akvitanske.
Norah Lofts je napisala njeno izmišljeno biografijo, ki je v različnih izdajah naslovljena Queen in Waiting ali Eleonor the Queen in vključuje nekaj romantiziranih epizod – začenši z mlado Eleonoro, ki načrtuje pobeg z mladim vitezom, ki ga njen skrbnik brez roke ubije, da bi olajšal njeno poroko s kraljevim sinom.
Lik kraljice Elinor se pojavi v Življenju in smrti kralja Williama Shakespeara z drugimi člani družine. Na televiziji sta jo v tej igri upodobili Una Venning v BBC-jevi različici Sunday Night Theatre (1952) in Mary Morris v BBC-jevi različici Shakespeare (1984).
Eleonora nastopa v romanu Via Crucis (1899) F. Marion Crawford.
Eleonora služi kot pomembna alegorična figura v zgodnjih Cantos Ezre Pounda.
V romanih o Plantagenetih, Sharon Kay Penman je vidno zastopana v  When Christ and His Saints Slept, Time and Chance in Devil's Brood, pojavi pa se tudi v Lionheart in A King's Ransom, ki se oba osredotočata na vladavino njenega sina Riharda kot angleškega kralja. Eleonora se na kratko pojavi tudi v Penmanove prvem romanu valižanske trilogije Here Be Dragons. V Penmanove zgodovinskih skrivnostih Eleonora kot Rihardova regentka pošlje štitonošo Justina de Quincyja na različne misije, pogosto preiskavo situacije, v katero je vpleten princ Ivan. Štiri objavljene skrivnosti so Queen's Man, Cruel as the Grave, Dragon's Lair in Prince of Darkness..
Eleonora je tema otroškega romana E. L. Konigsburg A Proud Taste for Scarlet and Miniver.
Avtorica zgodovinske fikcije Elizabeth Chadwick je napisala serijo treh zvezkov o Eleonori: The Summer Queen (2013), The Winter Crown (2014) in The Autumn Throne (2016).
V The Merry Adventures of Robin Hood je Howard Pyle, ki je pripovedoval balado Robin Hood and Queen Katherine, naredil kraljico Eleonoro, da se zgodovinsko prilega preostalemu delu.
Predstavljena je bila tudi v seriji The Royal Diaries v knjigi Crown Jewel of Aquitaine Kristiane Gregory.
Je stranski lik v Matrici Lauren Groff.

### Film, radio in televizija
Eleonora je nastopila v številnih ekranizacijah zgodbah Ivanhoe in Robin Hood. Igrala jo je Martita Hunt v The Story of Robin Hood and His Merrie Men (1952), Jill Esmond v britanski TV pustolovski seriji The Adventures of Robin Hood (1955–1960), Phyllis Neilson-Terry v britanski TV pustolovski seriji Ivanhoe (1958), Yvonne Mitchell v TV-dramski seriji BBC The Legend of Robin Hood (1975), Siân Phillips v TV-seriji Ivanhoe (1997) in Tusse Silberg v TV-seriji The New Adventures of Robin Hood (1997). V BBC-jevi seriji Robin Hood jo je upodobila Lynda Bellingham. Pred kratkim jo je upodobila Eileen Atkins v Robinu Hoodu (2010).
V filmu Becket iz leta 1964 Eleonora na kratko igra Pamela Brown v prvem nastopu Petra O'Toola kot mladega Henrika II.
V filmu The Lion in Winter iz leta 1968 Eleonoro igra Katharine Hepburn, ki je za svojo upodobitev osvojila tretjega od svojih štirih oskarjev za najboljšo igralko, Henrika pa ponovno upodablja O'Toole. Film govori o težkem odnosu med njima in boju njunih treh sinov Riharda, Geoffreyja in Ivana za očetovo naklonjenost in nasledstvo. V televizijski filmski različici leta 2003 je Eleonoro igrala Glenn Close skupaj s Patrickom Stewartom kot Henrikom.
Upodobila jo je Mary Clare v nemem filmu Becket (1923), Prudence Hyman v Rihardu Levjesrčnem (1962) in dvakrat Jane Lapotaire v televizijski dramski seriji The Devil's Crown (1978) in ponovno v radiu BBC Mika Walkerja. 4 serija Plantagenet (2010). V filmu Richard the Lionheart: Rebellion iz leta 2014 Eleonoro igra Debbie Rochon.
Njeno življenje je bilo prikazano na BBC Radio 4 v dramski seriji Eleonor Rising, z Rose Basista kot Eleonoro in Joelom MacCormackom kot kraljem Ludvikom. Prva serija petih 15-minutnih epizod je bila predvajana novembra 2020, druga serija aprila 2021 in tretja serija dveh 60-minutnih epizod septembra 2022.

### Glasba
Eleonora in Rosamund Clifford ter Henrik II. in Rozamundin oče nastopajo v operi Rosmonda d'Inghilterra Gaetana Donizettija (libreto Feliceja Romanija), ki je bila premierno uprizorjena v Firencah, v Teatru Pergola, leta 1834.
Eleonora Akvitanska naj bi bila angleška kraljica, omenjena v pesmi Were diu werlt alle min, uporabljeni kot deseti stavek slavne kantate Carla Orffa Carmina Burana.
Flower and Hawk je monodrama za sopran in orkester, ki jo je napisal ameriški skladatelj Carlisle Floyd in je bila premierno uprizorjena leta 1972, v kateri sopranistka (Eleonora Akvitanska) obuja pretekle spomine na čas, ko je bila kraljica, na koncu monodrame pa sliši zvonovi, ki zvonijo za smrt Henrika II., in posledično za njeno svobodo.
Izpoved kraljice Elanore je otroška balada 156. Čeprav so figure mišljene kot Eleonora Akvitanska, Henrik II. Angleški in William Marshall, je zgodba popolna iznajdba.

### Video igre
V razširitvi video igre iz leta 2019 Civilization VI: Gathering Storm je Eleonora vodja angleške in francoske civilizacije, ki jo je mogoče igrati.

## Splošne in citirane reference
- Aurell, Martin (2007). The Plantagenet Empire, 1154–1224. Longman. ISBN 978-0-582-78439-0.
- Black, Joseph;  in sod., ur. (2014). Andreas Capellanus, The Art of Courtly Love. The Broadview Anthology of British Literature. Peterborough, Ontario: Broadview. ISBN 978-1-77048-554-9.
- Brooks, Polly Schoyer (1983). Queen Eleanor: Independent Spirit of the Medieval World. J.B. Lippincott. ISBN 978-0-397-31994-7. (for young readers)
- Chadwick, Elizabeth (24. marec 2013). »Eleanor of Aquitaine and the Brother Who Never Was«. The History Girls.
- Chambers, Frank McMinn (1941). »Some Legends Concerning Eleanor of Aquitaine«. Speculum: A Journal of Medieval Studies. University of Chicago Press. 16 (4): 459–468. doi:10.2307/2852844. JSTOR 2852844. S2CID 162522341.
- Crawford, Katherine (2012). »Revisiting Monarchy: Women and the Prospects for Power«. Journal of Women's History. 24 (1): 160–171. doi:10.1353/jowh.2012.0006. S2CID 144074176.
- Elvins, Mark Turnham (2006). Gospel Chivalry: Franciscan Romanticism. Gracewing. ISBN 978-0-85244-664-5.
- Fripp, Robert (2006). Power of a Woman. Memoirs of a turbulent life: Eleanor of Aquitaine. Toronto, Ontario: Shillington Press. ISBN 978-0-9780621-6-3.
- Hodgson, Natasha (2007). Women, Crusading and the Holy Land in Historical Narrative. Boydell. ISBN 978-1-84383-332-1.
- Horton, Ros; Simmons, Sally (2007). Women Who Changed the World. Quercus. ISBN 978-1-84724-026-2.
- Jones, Dan (2013). The Plantagenets: The Kings who made England. London: William Collins. ISBN 978-0-00-721394-8.
- Kelly, Amy (Januar 1937). »Eleanor of Aquitaine and Her Courts of Love«. Speculum: A Journal of Medieval Studies. University of Chicago Press. 12 (1): 3–19. doi:10.2307/2848658. JSTOR 2848658. S2CID 162194965.
- Kelly, Amy (1950). Eleanor of Aquitaine and the Four Kings. Harvard University Press.; Eleanor of Aquitaine and the Four Kings (1978 edition) na Google Knjige
- Meade, Marion (1977). Eleanor of Aquitaine: A Biography. Hawthorn. ISBN 978-0-8015-2231-4.; Eleanor of Aquitaine: A Biography; (1991 edition) na Google Knjige
- Rodríguez Viejo, Jesús (2016). »Royal manuscript patronage in late Ducal Normandy? A context for the female patron portrait of the Fécamp Psalter (c. 1180)« (PDF). Cerae. An Australasian Journal of Medieval and Early Modern Studies. 3: 1–35. ISSN 2204-146X.
- Siberry, Elizabeth (2016). The New Crusaders: Images of the Crusades in the 19th and Early 20th Centuries. Routledge. ISBN 9781351885195.
- Swabey, Fiona (2004). Eleanor of Aquitaine, Courtly Love, and the Troubadours. Greenwood. ISBN 978-0-313-32523-6.
- Turner, Ralph V. (2009). Eleanor of Aquitaine: Queen of France, Queen of England. Yale University Press. ISBN 978-0-300-15989-9.
- Weir, Alison (1999). Eleanor of Aquitaine: A Life. ISBN 9780345405401.; Eleanor of Aquitaine: A Life (2008 edition) na Google Knjige
- Weir, Alison (2008). Eleanor of Aquitaine: By the Wrath of God, Queen of England. Vintage. ISBN 978-0-09-952355-0.
- Wheeler, Bonnie; Parsons, John C., ur. (2002). Eleanor of Aquitaine: Lord and Lady (reprint izd.). Palgrave Macmillan. ISBN 978-0-230-60236-6.